# Мртво лишће
„Мртво лишће” је југословенски ТВ филм из 1972. године. Режирао га је Бранислав Митић а сценарио је написао Миодраг Жалица по новели Рога Филипса.

## Улоге
| Глумац                     | Улога |
| -------------------------- | ----- |
| Властимир Ђуза Стојиљковић | Нино  |
| Станислава Пешић           | Беби  |
| Дара Стојиљковић           |       |
| Руди Алвађ                 |       |
| Слободан Велимировић       |       |
| Ирена Муламухић            |       |